# Гольдербанк (Золотурн)
Гольдербанк (нім. Holderbank SO) — громада  в Швейцарії в кантоні Золотурн, округ Таль.

## Географія
Громада розташована на відстані близько 50 км на північний схід від Берна, 22 км на північний схід від Золотурна.
Гольдербанк має площу 7,8 км², з яких на 6,2% дозволяється будівництво (житлове та будівництво доріг), 44,1% використовуються в сільськогосподарських цілях, 49,4% зайнято лісами, 0,4% не є продуктивними (річки, льодовики або гори).

## Демографія
2019 року в громаді мешкало 692 особи (+10% порівняно з 2010 роком), іноземців було 13,6%. Густота населення становила 89 осіб/км².
За віковим діапазоном населення розподілялося таким чином: 20,2% — особи молодші 20 років, 58,4% — особи у віці 20—64 років, 21,4% — особи у віці 65 років та старші. Було 324 помешкань (у середньому 2,1 особи в помешканні).
Із загальної кількості 262 працюючих 63 було зайнятих в первинному секторі, 125 — в обробній промисловості, 74 — в галузі послуг.